# Prefectura de Kagoshima
La prefectura de Kagoshima (鹿児島県 Kagoshima-ken?) está ubicada en la isla de Kyūshū y las islas Amami de las Ryūkyū, Japón. La capital es la ciudad de Kagoshima.

## Historia
La prefectura de Kagoshima corresponde a las antiguas provincias de Ōsumi y Satsuma, incluida la parte norte de las islas Ryūkyū (Satsunan).

## Geografía
Kagoshima está localizada al sur de Japón, e incluye numerosas islas en su territorio.

### Ciudades
| - Aira - Akune - Amami - Hioki - Ibusuki - Ichikikushikino - Isa - Izumi - Kagoshima (capital) - Kanoya | - Kirishima - Makurazaki - Minamikyūshū - Minamisatsuma - Nishinoomote - Satsumasendai - Shibushi - Soo - Tarumizu |

#### Distritos
| - Aira - Yūsui - Izumi - Nagashima - Kagoshima - Mishima - Toshima - Kimotsuki - Higashikushira - Kimotsuki - Kinkō - Minamiōsumi - Kumage - Minamitane - Nakatane - Yakushima | - Ōshima - Amagi - China - Isen - Kikai - Setouchi - Tatsugō - Tokunoshima - Uken - Wadomari - Yamato - Yoron - Satsuma - Satsuma - Soo - Ōsaki |

## Demografía
| Año  | Población (hab) | Densidad (hab/km²) | Puesto |
| ---- | --------------- | ------------------ | ------ |
| 2000 | 1 786 214       | 195,59             | 24º    |
| 2008 | 1 719 832       | 188,32             |        |
| 2010 | 1 706 428       | 186,85             | 24º    |
| 2015 | 1 666 896       | 182,53             |        |

## Turismo
- Parque Nacional Yakushima, Patrimonio Natural de la Humanidad por la UNESCO en 1993.[3]
- Parque Nacional Kirishima Kinkōwan, este parque es compartido con la prefectura Miyazaki.
- Parque Nacional Amamiguntō, establecido en 2017.

## Miscelánea

### Personalidades
- Isamu Akasaki (Chiran -> fusionada a la actual ciudad de Minamikyūshū, Kagoshima, Japón; 30 de enero de 1929) Científico, Premio Nobel de Física en 2014.
- Kōta Ibushi (Aira, Kagoshima, Japón; 21 de mayo de 1982) Luchador profesional.
- Yūichirō Itō (Izumi, Kagoshima, Japón; 17 de noviembre de 1947) Político.
- Mika Nakashima ( Hioki, Kagoshima, Japón; 19 de febrero de 1983) Cantante y actriz.
- Yūya Ōsako (Kaseda, Kagoshima, Japón; 18 de mayo de 1990) Futbolista.

### Relaciones hermanadas
La Prefectura de Kagoshima, a lo largo del tiempo, ha ido consolidando relaciones así como hermanando ciudades y Prefectura con otros países; A continuación se muestra una lista con los mismos:
- Georgia (Estados Unidos). El gobernador Carl Sanders (1925-2014) hizo posible la relación de hermanamiento Prefectura/Estado; A fecha de 28 de noviembre de 1966 se hizo oficial.[4][5]